# 卡萨涅 (东比利牛斯省)
卡萨涅（法語：Cassagnes，法語發音：[kasaɲ] ⓘ）是法国东比利牛斯省的一个市镇，属于佩皮尼昂区。

## 地理
卡萨涅（42°44'25"N, 2°36'41"E）面积15.16 平方千米，位于法国奧克西塔尼大區东比利牛斯省，该省份为法国大陆部分最南部的省份，涵盖了北加泰罗尼亚，北起奥德省，西接阿列日省和安道尔，南与西班牙接壤，东临地中海。
与卡萨涅接壤的市镇（或旧市镇、城区）包括：拉图尔德法兰西、贝莱斯塔、卡拉马尼、拉西盖尔、普拉内兹、蒙内。
卡萨涅的时区为UTC+01:00、UTC+02:00（夏令时）。

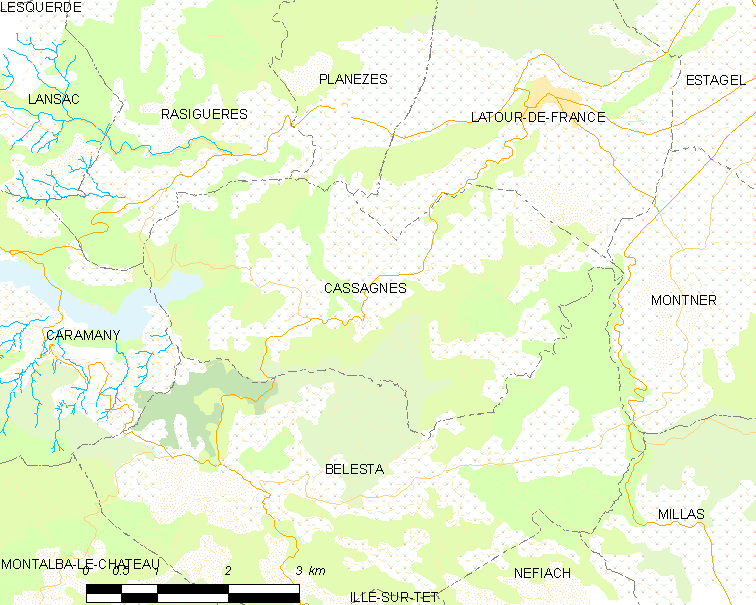
卡萨涅的OSM定位图

## 行政
卡萨涅的邮政编码为66720，INSEE市镇编码为66042。

## 政治
卡萨涅所属的省级选区为阿格利河谷县。

## 人口

1962-2008年间卡萨涅人口变化图示

卡萨涅于2022年1月1日时的人口数量为290人。